# Xanthorhoe suppuraria
Xanthorhoe suppuraria là một loài bướm đêm trong họ Geometridae.